# Tachina xizangensis
Tachina xizangensis là một loài ruồi trong họ Tachinidae.